# Идемо даље
Идемо даље је југословенски филм из 1982. године. Режирао га је Здравко Шотра, а сценарио је писао Слободан Стојановић.

## Кратак садржај
У тек ослобођени градић у Србији долази млад учитељ, партизан. Његова ратна, партизанска „педагогија” судара се са старим методама рада у школи. Деца су, наравно, увек уз свог учитеља, искреног друга. Прича је, у ствари, дечије сећање и памћење једног времена које је оставило дубоке трагове у рањивим младим душама читавих покољења.

## Улоге
| Глумац                | Улога             |
| --------------------- | ----------------- |
| Драган Николић        | Милош             |
| Данило Бата Стојковић | Божур             |
| Бата Живојиновић      | Шопенхауер        |
| Ена Беговић           | Милица            |
| Павле Вуисић          | Драгиша           |
| Оливера Марковић      | Велинка           |
| Слободан Алигрудић    | школски надзорник |
| Јелица Сретеновић     | Стана             |
| Мића Томић            | Милетов отац      |

## Награде
Награду за најбољи Глумачки пар године по избору читалаца ТВ Новости добили су Ена Беговић за улогу Милице и Драган Николић за улогу Милоша на Филмским сусретима у Нишу 1983. године.